# Mendota (California)
Mendota è un comune (city) degli Stati Uniti d'America della contea di Fresno nello Stato della California. La popolazione era di 11,014 persone al censimento del 2010. Le strade 180 e 33 attraversano la città agricola. Mendota si trova 8,5 miglia (14 km) a sud-est di Firebaugh.

## Geografia fisica
Secondo lo United States Census Bureau, ha un'area totale di 3,281 mi² (8,50 km²).

## Storia
A partire dal 1891, Mendota prosperò come deposito della Southern Pacific Railroad. La Southern Pacific le diede questo nome dalla città di Mendota nell'Illinois. Il primo ufficio postale fu aperto nel 1892. La città venne incorporata nel 1942, ed è per lo più nota per la sua immensa produzione di meloni. Di conseguenza, la città di Mendota è nota come la capitale mondiale del centro dei meloni. Progetti per l'acqua di irrigazione dello Stato hanno portato alla regione, ponendo le basi per l'enorme crescita del settore agricolo.
Nel 2007 la nuova Mendota Branch Library fu aperta, parte del San Joaquin Valley Library System.
La città soffre di disoccupazione cronica media del 20%. Nel 2009 la siccità unita alla grande recessione ha causato disoccupazione superiore al 40%. Il tasso di disoccupazione era aumentato al 45% nel maggio 2011.

## Società

### Evoluzione demografica
Secondo il censimento del 2010, c'erano 11,014 persone.

### Etnie e minoranze straniere
Secondo il censimento del 2010, la composizione etnica della città era formata dal 52,9% di bianchi, l'1,0% di afroamericani, l'1,4% di nativi americani, lo 0,7% di asiatici, lo 0,0% di oceanici, il 40,5% di altre razze, e il 3,4% di due o più etnie. Ispanici o latinos di qualunque razza erano il 96,6% della popolazione.